# Mad Max
Mad Max lub Szalony Max – australijski film z gatunku science-fiction z 1979 roku w reżyserii George’a Millera. Film ten to opowieść o upadku społeczeństwa, zabójstwie i zemście, którego akcja rozgrywa się w nieokreślonej przyszłości w Australii. Policjant Max Rockatansky zostaje uwikłany w spór z gangiem motocyklistów. Zdjęcia do filmu kręcono w okolicach Melbourne i trwały sześć tygodni.
Film zapoczątkował serię kolejnych filmów o przygodach tytułowego bohatera: Mad Max II (1981), Mad Max pod Kopułą Gromu (1985), reboot serii Mad Max: Na drodze gniewu (2015) oraz Furiosa: Saga Mad Max (2024).

## Fabuła
Akcja filmu osadzona jest w dystopijnym świecie. Tytułowy bohater, Max Rockatansky, jest policjantem w Mieście Słońca. Pewnego dnia w czasie pościgu prowadzonego przez Maksa ginie jeden z członków bandy motocyklistów - Night Rider. Jego kompani zjawiają się w mieście i postanawiają pomścić przyjaciela. Między nimi a Maksem rozpętuje się wojna na śmierć i życie.

## Obsada
- Mel Gibson –  Max „Mad” Rockatansky
- Joanne Samuel – Jessie Rockatansky
- Hugh Keays-Byrne – Toecutter
- Steve Bisley – Jim Goose
- Tim Burns – Johnny
- Roger Ward – Fifi Macaffee
- Lisa Aldenhoven – Pielęgniarka
- Vincent Gil – Night Rider

## Opinie o filmie
- The Best of Video. Poradnik: kino, tv, sat, video, pod red. Witolda Nowakowskiego[4]

Sugestywne przedstawienie „społeczeństwa rozkładu”, znakomicie zrealizowane sekwencje pościgów samochodowych.